# Экспресс-новости
«Экспресс-новости» (рос. Експрес-новини) — регіональна щотижнева газета Луганська. Виходить з червня 1999 року один раз на тиждень. Реєстраційне свідоцтво ЛГ № 437 від 2 червня 1999 року.

## Експрес-новини + ТБ
До газети є додаток Экспресс-новости + ТВ. Всі реквізити такі самі, як і у основної газети, крім свідоцтва про реєстрацію: ЛГ № 844 від 1 грудня 2005 року.